# Pi Pavonis
Pi Pavonis (π Pav / HD 165040 / HR 6745) es una estrella en la constelación de Pavo de magnitud aparente +4,35. 
Está situada a 130 años luz de distancia del sistema solar.
Pi Pavonis es una estrella blanca de tipo espectral A7sp.
Tiene una temperatura efectiva de 7585 K y un radio 1,5 veces más grande que el del Sol.
Rota con una velocidad proyectada —valor mínimo que depende de la inclinación de su eje de rotación— de 16 km/s, lenta para una estrella de sus características.
Debido a su lenta rotación, Pi Pavonis es una estrella químicamente peculiar cuya abundancia relativa de metales difiere notablemente de la del Sol.
Su superficie está empobrecida en ciertos elementos como calcio y escandio, este último 13 veces menos abundante que en el Sol ([Sc/H] = -1,12). 
Sin embargo, un amplio grupo de elementos son «sobreabundantes» en relación con nuestra estrella; estroncio, bario, lantano, cerio y neodimio son entre 10 y 20 veces más abundantes, pero en el caso del europio —elemento número 63 de la tabla periódica—, su concentración es más de 200 veces superior a la solar ([Eu/H] = +2,29).